# Zaltbommel
Zaltbommel  è una municipalità dei Paesi Bassi di 26 632 abitanti situata nella provincia della Gheldria. Si trova nel nord-ovest della regione naturale del Bommelerwaard.

## Suddivisioni
All'interno del comune si trovano le località di: Aalst, Bern, Brakel, Bruchem, Delwijnen, Gameren, Kerkwijk, Nederhemert, Nieuwaal, Poederoijen, Zaltbommel e Zuilichem.

## Luoghi d'interesse
Il comune ospita i castelli di Loevestein e Nederhemert.